# Coppa Continentale 2005-2006 (hockey su pista)
La Coppa Continentale 2005-2006 è stata la 25ª edizione (l'ottava con la denominazione Coppa Continentale) dell'omonima competizione europea di hockey su pista. Alla manifestazione hanno partecipato gli spagnoli del Barcellona, vincitore della CERH Champions League 2004-2005, e gli italiani del Follonica, vincitori della Coppa CERS 2004-2005. 
A conquistare il trofeo è stato il Barcellona al dodicesimo successo nella sua storia.

## Squadre partecipanti
| Club       | Qualificazione                        | Partecipazioni precedenti (il grassetto indica la vittoria)                                                                        |
| ---------- | ------------------------------------- | --- |
| Barcellona | Detentore della CERH Champions League | 1980-1981, 1981-1982, 1982-1983, 1983-1984, 1984-1985, 1985-1986, 1987-1988, 1997-1998, 2000-2001, 2002-2003, 2002-2003, 2004-2005 |
| Follonica  | Detentore della Coppa CERS            | Esordiente |

## Risultati
| Squadra 1  | Totale | Squadra 2 | Andata | Ritorno |
| ---------- | ------ | --------- | ------ | ------- |
| Barcellona | 8 - 7  | Follonica | 4 – 0  | 4 – 7   |

| Barcellona 27 novembre 2005 Finale di andata | Barcellona | 4 – 0 | Follonica | Palau Blaugrana |

| Follonica 6 dicembre 2005 Finale di ritorno | Follonica | 7 – 4 | Barcellona | Pista Armeni |